# 일러티센
일러티센(독일어: Illertissen)은 독일 바이에른주에 위치한 도시로 면적은 36.45km2, 인구는 16,904명(2015년 12월 31일 기준), 인구 밀도는 460명/km2이다. 행정 구역상으로는 슈바벤 현에 속한다. 울름에서 남쪽으로 약 20km 정도 떨어진 곳에 위치한다.

시 문장